# バーナード・コーンウェル

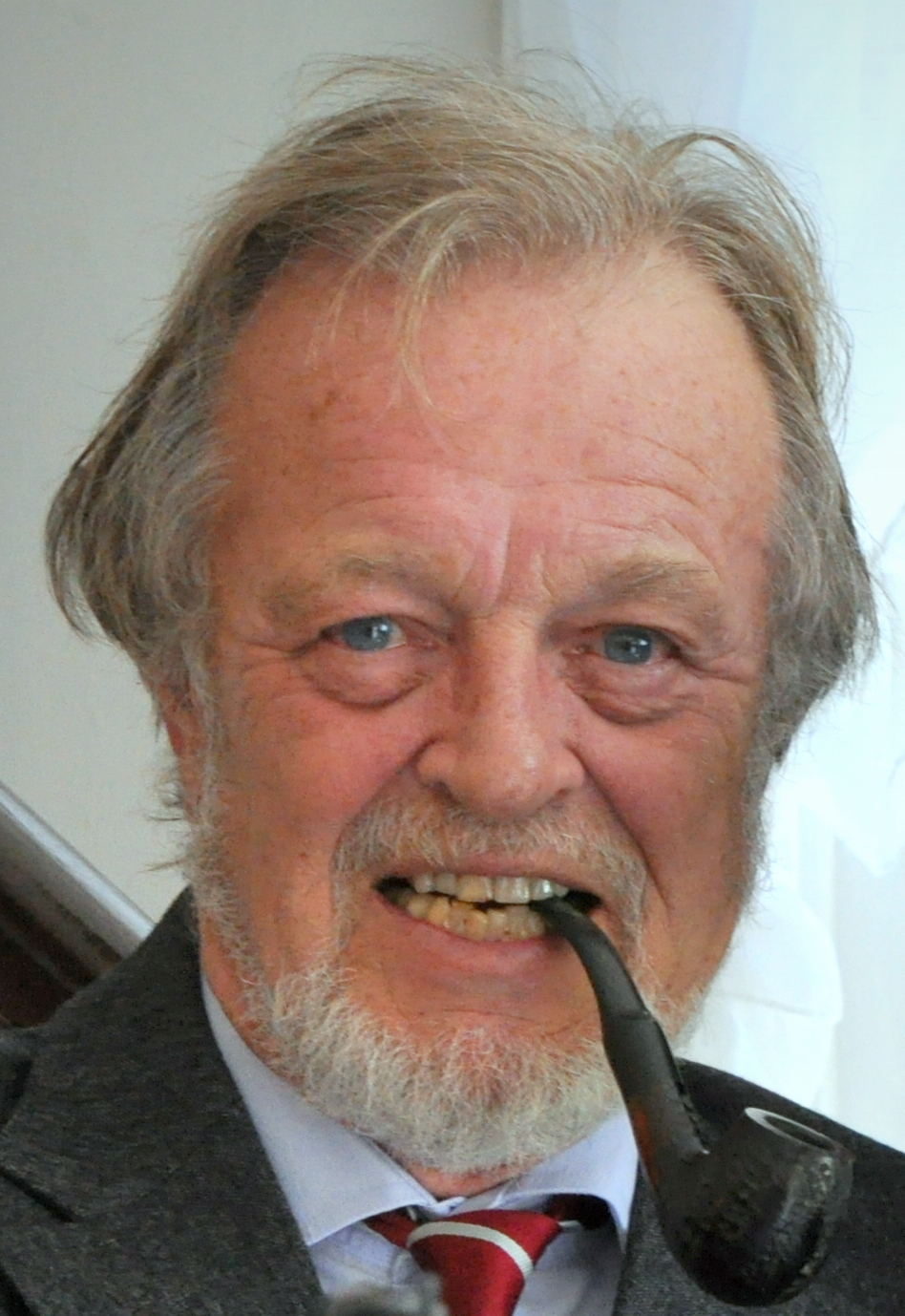

バーナード・コーンウェル（英語: Bernard Cornwell, 1944年2月23日 - ）は、イギリス出身、アメリカ在住の小説家。イギリス（グレート・ブリテン島）を舞台とした歴史小説を多く執筆している。本国イギリスやアメリカのほか、その他の国々でも代表作『シャープ・シリーズ』や『小説アーサー王物語』など多くの作品が翻訳されており、日本でもその一部が出版されている。

## 経歴
1944年、ロンドン生まれ。カナダ人の空軍パイロットとイギリス人の婦人補助空軍に所属していた女性の間に生まれるが、その後すぐに養子に出されてエセックスで育つ。ロンドン大学を卒業後、教師を経て10年間BBCでプロデューサーなどを務めたのち、妻の関係で1980年にアメリカに移住したことを機に小説を書き始める。
2006年にはその功績により英国王室から大英帝国勲章（OBE）が贈られている。

## 作品概説
- シャープ・シリーズ（Richard Sharpe Adventures, 1981年 - ）

ナポレオン戦争時のヨーロッパを舞台に、娼婦を母に持つ貧民窟生まれの青年リチャード・シャープが、ウェリントン将軍のもとで一兵卒から這い上がり、ライフル部隊将校として活躍する姿を描く冒険歴史小説シリーズ。24巻まで刊行。デビュー作にして現在でも新作が発表され続けられている、コーンウェルのライフワークというべきシリーズである。本国イギリスでは同時代の海軍将校を描いた連作小説ホーンブロワーシリーズと並ぶほどの人気を誇る。1994年から1997年にITV制作でドラマ化され、主人公のシャープ役は『ロード・オブ・ザ・リング』などで知られるショーン・ビーンが演じた。2006年にはインドを舞台にした後日談が新作として製作され、それを含む全15話収録のDVDボックスが発売されている。
日本では、1988年から1994年に第1巻『イーグルを奪え（Sharpe's Eagle ）』から第12巻『謀略の航海（Sharpe's Devil ）』までが光文社から出版された。これらはすべて絶版になっていたが、2004年に復刊ドットコムの投票・交渉により、第1巻『イーグルを奪え』および第2巻『秘められた黄金（Sharpe's Gold ）』のみ新装版として復刊された。
- 小説アーサー王物語（The Warlord Chronicles, 1995年 - 1997年）

5世紀末、ローマ軍撤退後の暗黒時代のブリテン島を舞台に、ブリトン人の英雄アーサーとその戦士たちの活躍を描く。3部作。
日本では原書房から木原悦子訳で各巻上下、全6巻で出版された（1996年 - 1998年）。
- The Saxon Stories（2004年 - ）

現在刊行中のシリーズ。既刊6巻。イギリス史上唯一「大王（the Great）」と呼ばれた男、ウェセックス王アルフレッドとヴァイキングの戦いを描く。先住のブリトン人を辺境のウェールズへ追いやり、七王国を建設したアングロ・サクソン人だったが、9世紀に入ると北方からデーン・ヴァイキングが現れて大規模な略奪、侵略を受けるようになっていた。彼らの猛攻に当時4つあったアングロ・サクソンの王国のうちノーサンブリア、マーシア、イースト・アングリアは瞬く間に攻め滅ぼされ、南西部のウェセックスがサクソン人に残された最後の王国となっていた。物語の語り手はウートレッド・ラグナルソン（Uhtred Ragnarson）という名の青年で、彼はノーサンブリアのエアルドルマン（豪族）の子に生まれたが、幼い頃に父親をデーン人に殺され、その後父親の仇の首領ラグナルのもとでヴァイキングとして育てられた。その後ラグナルが殺され天涯孤独の身になると、今度はウェセックス王国に身を寄せ、若き王アルフレッドの下で海軍を率いて活躍する。しかし、雷神ソールを信仰しヴァイキングの荒々しい生き方を捨て切れない彼は、敬虔なキリスト教徒で学問を尊ぶアルフレッドを見下し、度々衝突することになる。
公式サイトの掲示板での著者のコメントによると、本シリーズは7巻から8巻で完結する予定だという。
なお、本作の日本語訳は刊行されていない。
他の連作長編小説には、南北戦争を題材にしたスターバック・シリーズ（The Starbuck Chronicles, 全4巻）、聖杯探索を扱うThe Grail Quest novels（4巻） がある。
一巻完結の小説としては、太古の時代の諸部族によるストーンヘンジ建設とそれをめぐる抗争を描く『巨石神殿ストーンヘンジ（Stonehenge : A Novel of 2000 BC ）』、百年戦争のイングランド軍長弓兵部隊を主役にしたAzincourt などがある。
また、初期には海洋ミステリー小説を執筆しており、これには『殺意の海へ（The Thrillers ）』、『ロセンデール家の嵐（Sea Lord ）』（第10回日本冒険小説協会大賞受賞作）、『嵐の絆（Stormchild）』などがある。

## 作品一覧
| 発表年 | 原題                           | 邦題                     | 特記事項                                                |
| ------ | ------------------------------ | ------------------------ | ------------------------------------------------------- |
| 1981   | Sharpe's Eagle                 | イーグルを奪え           | The Sharpe stories                                      |
| 1981   | Sharpe's Gold                  | 秘められた黄金           | The Sharpe stories                                      |
| 1982   | Sharpe's Company               | 怒りの突撃               | The Sharpe stories                                      |
| 1983   | Sharpe's Sword                 | シャープの剣             | The Sharpe stories                                      |
| 1983   | Sharpe's Enemy                 | 死闘の果て               | The Sharpe stories                                      |
| 1983   | A Crowning Mercy               |                          | Under the pseudonym Susannah Kells                      |
| 1984   | Fallen Angels                  |                          | Under the pseudonym Susannah Kells                      |
| 1985   | Sharpe's Honour                | 失われた名誉             | The Sharpe stories                                      |
| 1986   | Sharpe's Regiment              | 消えた大隊               | The Sharpe stories                                      |
| 1986   | Coat of Arms                   |                          | aka The Aristocrats, under the pseudonym Susannah Kells |
| 1987   | Sharpe's Siege                 | 絶望の要塞               | The Sharpe stories                                      |
| 1987   | Redcoat                        |                          |                                                         |
| 1988   | Sharpe's Rifles                | 奇跡の秘宝               | The Sharpe stories                                      |
| 1988   | Wildtrack                      | 殺意の海へ               |                                                         |
| 1989   | Sharpe's Revenge               | 運命の復讐               | The Sharpe stories                                      |
| 1989   | Sea Lord                       | ロセンデール家の嵐       | aka Killer's Wake                                       |
| 1990   | Sharpe's Waterloo              | ワーテルロー             | The Sharpe stories                                      |
| 1990   | Crackdown                      |                          |                                                         |
| 1991   | Stormchild                     | 嵐の絆                   |                                                         |
| 1992   | Sharpe's Devil                 |                          | The Sharpe stories                                      |
| 1992   | Scoundrel                      | 見果てぬ緑の地           |                                                         |
| 1993   | Rebel                          | 反逆                     | The Starbuck Chronicles                                 |
| 1994   | Copperhead                     |                          | The Starbuck Chronicles                                 |
| 1995   | Sharpe's Battle                |                          | The Sharpe stories                                      |
| 1995   | Battle Flag                    |                          | The Starbuck Chronicles                                 |
| 1995   | The Winter King                | エクスカリバーの宝剣     | The Warlord Chronicles                                  |
| 1996   | The Bloody Ground              |                          | The Starbuck Chronicles                                 |
| 1996   | Enemy of God                   | 神の敵アーサー           | The Warlord Chronicles                                  |
| 1997   | Sharpe's Tiger                 |                          |                                                         |
| 1997   | Excalibur: A Novel of Arthur   | エクスカリバー最後の閃光 | The Warlord Chronicles                                  |
| 1998   | Sharpe's Triumph               |                          | The Sharpe stories                                      |
| 1999   | Sharpe's Fortress              |                          | The Sharpe stories                                      |
| 1999   | Stonehenge: A Novel of 2000 BC | 巨石神殿ストーンヘンジ   |                                                         |
| 2000   | Harlequin                      |                          | The Grail Quest novels, aka The Archer's Tale           |
| 2001   | Sharpe's Trafalgar             |                          | The Sharpe stories                                      |
| 2001   | Gallows Thief                  |                          |                                                         |
| 2002   | Sharpe's Prey                  |                          | The Sharpe stories                                      |
| 2002   | Sharpe's Skirmish              |                          | The Sharpe stories                                      |
| 2002   | Vagabond                       |                          | The Grail Quest novels                                  |
| 2003   | Sharpe's Havoc                 |                          | The Sharpe stories                                      |
| 2003   | Sharpe's Christmas             |                          | The Sharpe stories Short story                          |
| 2003   | Heretic                        |                          | The Grail Quest novels                                  |
| 2004   | Sharpe's Escape                |                          | The Sharpe stories                                      |
| 2004   | The Last Kingdom               |                          | The Saxon Stories                                       |
| 2005   | The Pale Horseman              |                          | The Saxon Stories                                       |
| 2006   | Sharpe's Fury                  |                          | The Sharpe stories                                      |
| 2006   | The Lords of the North         |                          | The Saxon Stories                                       |
| 2007   | Sword Song                     |                          | The Saxon Stories                                       |
| 2008   | Azincourt                      |                          | Agincourt in U.S.A.                                     |
| 2009   | The Burning Land               |                          | The Saxon Stories                                       |
| 2010   | The Fort                       |                          |                                                         |
| 2011   | Death of Kings                 |                          | The Saxon Stories                                       |
| 2012   | 1356                           |                          | The Grail Quest novels                                  |
| 2013   | The Pagan Lord                 |                          | The Saxon Stories                                       |

## 日本語訳
- シャープ・シリーズ（炎の英雄シャープ・シリーズ）（邦訳は12巻まで）
  1. 『イーグルを奪え』（原佳代子訳、光人社） 1988年10月、2004年6月7日
  2. 『秘められた黄金』（高水香訳、光人社） 1988年11月、2004年7月
  3. 『怒りの突撃』（高井千帆訳、光人社） 1989年3月
  4. 『シャープの剣』（原佳代子訳、光人社） 1989年5月
  5. 『死闘の果て』（高水香訳、光人社） 1989年12月
  6. 『失われた名誉』（高井千帆訳、光人社） 1990年7月
  7. 『消えた大隊』（原佳代子訳、光人社） 1990年10月
  8. 『絶望の要塞』（高水香訳、光人社） 1991年6月
  9. 『奇跡の秘宝』（高井千帆訳、光人社） 1991年10月
  10. 『運命の復讐』（原佳代子訳、光人社） 1992年3月
  11. 『ワーテルロー』（高水香訳、光人社） 1994年4月
  12. 『謀略の航海』（原佳代子訳、光人社） 1994年10月

- 小説アーサー王物語シリーズ 3部作、全6巻
  1. 『エクスカリバーの宝剣』上・下（木原悦子訳、原書房） 1996年
  2. 『神の敵 アーサー』上・下（木原悦子訳、原書房） 1997年
  3. 『エクスカリバー 最後の閃光』上・下（木原悦子訳、原書房） 1998年

- スターバック・シリーズ（原書は全4巻だが邦訳は1巻のみ）

『反逆』（高井千帆訳、光人社） 1995年
- シリーズ以外の作品

『殺意の海へ』（泉川紘雄訳、ハヤカワ・ノヴェルズ） 1990年、のちハヤカワ文庫 1993年
『ロセンデール家の嵐』（坂本憲一訳、ハヤカワ・ノヴェルズ） 1991年、のちハヤカワ文庫 1994年
『嵐の絆』（坂本憲一訳、ハヤカワ・ノヴェルズ） 1993年、のちハヤカワ文庫 1996年
『見果てぬ緑の地』（坂本憲一訳、ハヤカワ・ノヴェルズ） 1996年
『黄金の島』（坂本憲一訳、ハヤカワ文庫） 1995年
『巨石神殿ストーンヘンジ』上・下（井口智子訳、ソニーマガジンズ、ヴィレッジブックス） 2005年